# كلارنس ميجر
كلارنس ميجر (بالإنجليزية: Clarence Major)‏ (1936، أتلانتا في الولايات المتحدة)؛ شاعر، رسام وروائي أمريكي.

## روابط خارجية
- كلارنس ميجر على موقع ميوزك برينز (الإنجليزية)
- كلارنس ميجر على موقع ديسكوغز (الإنجليزية)